# Stazione di Wangsimni
La stazione di Wangsimni (왕십리 - 往十里驛, Wangsimni-yeok ) è una stazione della metropolitana di Seul e offre l'interscambio fra le linee 2 e 5 della metropolitana, e le linee Gyeongui-Jungang e Bundang della Korail. La stazione si trova nel quartiere di Seongdong-gu a Seul.

## Struttura

### Metropolitana
Seoul Metro
Le due linee di metropolitana sono la linea 2 e la linea 5 gestite dalla Seoul Metro, e la linea 5. La linea 2 si trova al secondo piano sotterraneo, mentre la linea 5 è al quinto piano sotterraneo. Entrambe le linee hanno piattaforme laterali con due binari al centro e sono dotate di porte di banchina.
 ● Linea 2
| Banchina Laterale     |                                                                 |
| --------------------- | --------------------------------------------------------------- |
| ← Circolare Esterna ← | per Euljiro-ipgu, Hongdae-ipgu e Sindorim                       |
| → Circolare Interna → | per Seongsu, Sports Complex, Samseong, Seouldae-ipgu e Sindorim |
| Banchina Laterale     |                                                                 |

● Linea 5

| Banchina Laterale |                                            |
| ----------------- | ------------------------------------------ |
| ← 1               | per Yeouido, Gimpo Aeroporto e Banghwa     |
| → 2               | per Gunja, Cheonho, Sangil-dong, e Macheon |
| Banchina Laterale |                                            |

### Korail
L'edificio della stazione Korail si trova in superficie, con i binari al livello del terreno, e il mezzanino in sopraelevato. All'interno della stazione si trova un grande centro commerciale, con il più grande cinema IMAX della Corea del Sud, una galleria di ristoranti, un acquapark, un campo da golf al coperto e un E-Mart, uno dei principali franchising di shopping coreani.
| 1                | ■ Linea Gyeongui-Jungang | per Cheongnyangni, Deokso, Paldang, Yangpyeong, e Yongmun ITX-Choengchun per Cheongnyangni e Chuncheon (via Ferrovia Gyeonchun) |
| Banchina a isola |                          | |
| 2                | ■ Linea Gyeongui-Jungang | per Oksu, Ichon e Yongsan |
| 3                | ■ Linea Bundang          | solo per i treni in arrivo al capolinea (per Cheongnyangni apertura prevista a dicembre 2018)                                   |
| Banchina a isola |                          | |
| 4                | ■ Linea Bundang          | per Seolleung, Suseo, Jeongja, Jukjeon, e Giheung                                                                               |

## Stazioni adiacenti
| «                      | Servizio | »                  |
| Linea 2                | Linea 2  | Linea 2            |
| ---------------------- | -------- | ------------------ |
| Sangwangsimni          | -        | Università Hanyang |
| Linea 5                |          |                    |
| Haengdang              | -        | Majang             |
| Linea Gyeongui-Jungang |          |                    |
| Eungbong               | Locale   | Cheongnyangni      |
| Oksu                   | Espresso | Cheongnyangni      |
| Linea Bundang          |          |                    |
| Capolinea              | Locale   | Seoul-forest       |